# Clay Matthews
William Clay Matthews III (Los Angeles, 14 maggio 1986) è un ex giocatore di football americano statunitense che ha militato nel ruolo di outside linebacker nella National Football League. Fu scelto dai Green Bay Packers nel corso del primo giro (26º assoluto) del Draft NFL 2009. Al college ha giocato a football a Southern California.

## Carriera

### Green Bay Packers

#### 2009
Al draft NFL 2009, Matthews fu selezionato come 26º scelta assoluta dai Green Bay Packers. Il debutto nella NFL avvenne come outside linebacker il 13 settembre 2009 contro i Chicago Bears indossando la maglia numero 52. La miglior partita della sua stagione di debutto fu nella settimana 13 quando fu premiato come miglior difensore della NFC della settimana dopo avere messo a segno 6 tackle, 2 sack e un fumble forzato nella vittoria sui Baltimore Ravens. Chiuse l'annata con 51 tackle e 10 sack (un record di franchigia per un debuttante), venendo convocato per il Pro Bowl al posto dell'infortunato Lance Briggs. Fu il primo rookie dei Packers ad essere convocato per il Pro Bowl da James Lofton nel 1978.

#### 2010
Nel suo secondo anno, Matthews fu selezionato ancora per il Pro Bowl in carriera e terminò al secondo posto nella classifica di miglior difensore dell'anno dietro Troy Polamalu per 17 voti a 15.
I Packers si qualificarono ai playoff con un record di 10–6, centrando l'ultima wild card disponibile. Nel primo turno, essi superarono i numeri 3 del tabellone, i Philadelphia Eagles, 21–16. Nel divisional round, Green Bay vinse 48–21 sui numero 1, gli Atlanta Falcons. Il 23 gennaio 2011, nella finale della National Football Conference, i Packers eliminarono i Chicago Bears 21–14 guadandosi partecipazione al Super Bowl XLV, contro i Pittsburgh Steelers.
Nella prima giocata del quarto periodo, gli Steelers stavano inseguendo i Packers 21-17, e si trovavano su una situazione di secondo down e due sulla linea delle 33 yard di Green Bay. Il running back degli Steelers Rashard Mendenhall prese il possesso del pallone e fu immediatamente scagliato a terra dal defensive end di Green Bay Ryan Pickett. Il tackle di Pickett permise a Clay Matthews di forzare un fumble raccolto dal linebacker dei Packers Desmond Bishop, dopo il quale l'attacco dei Packerssi portò sul 28-17 nei drive successivi. I Packers alla fine vinsero 31-25, riportando il titolo a Green Bay dopo 14 anni

Matthews nell'agosto 2011.

#### 2011
Matthews terminò la stagione 2011 col minimo in carriera di tackle (50) e sack (6,0) malgrado avesse giocato 15 gare su 16. Anche se in tali statistiche i suoi numeri si abbassarono, egli migliorò in altri aspetti del suo gioco. Egli ebbe i record in carriera di tre intercetti, 9 passaggi deviati e tre fumble forzati. I Packers terminarono col miglior record della lega (15-1) ma furono eliminati nel divisional round dei playoff dai New York Giants. Matthews fu convocato per il suo terzo Pro Bowl in altrettanti anni di carriera professionistica e fu votato al 27º posto nella NFL Top 100, l'annuale classifica dei migliori cento giocatori della stagione.

#### 2012
Nella prima gara della stagione 2012, persa contro i San Francisco 49ers, Matthews mise a segno 2,5 sack su Alex Smith. Il giovedì successivo, Clay giocò una partita mostruosa contro gli storici rivali dei Chicago Bears mettendo a segno ben 3,5 sack su Jay Cutler, portandolo a un totale di sei in sole due partite, tanti quanti ne aveva fatti registrare in tutta l'annata precedente. Nella settimana 4, coi Packers che superarono 28-27 i New Orleans Saints, Clay mise a referto il settimo sack in stagione su Drew Brees. Nella settimana 5 i Packers sprecarono un vantaggio di 21-3 alla fine del primo tempo perdendo contro gli Indianapolis Colts per 30-27 con Clay che mise a segno un sack su Andrew Luck. Nel turno 7, Clay mise a segno un sack su Sam Bradford coi Packers che superarono i St. Louis Rams 30-20.

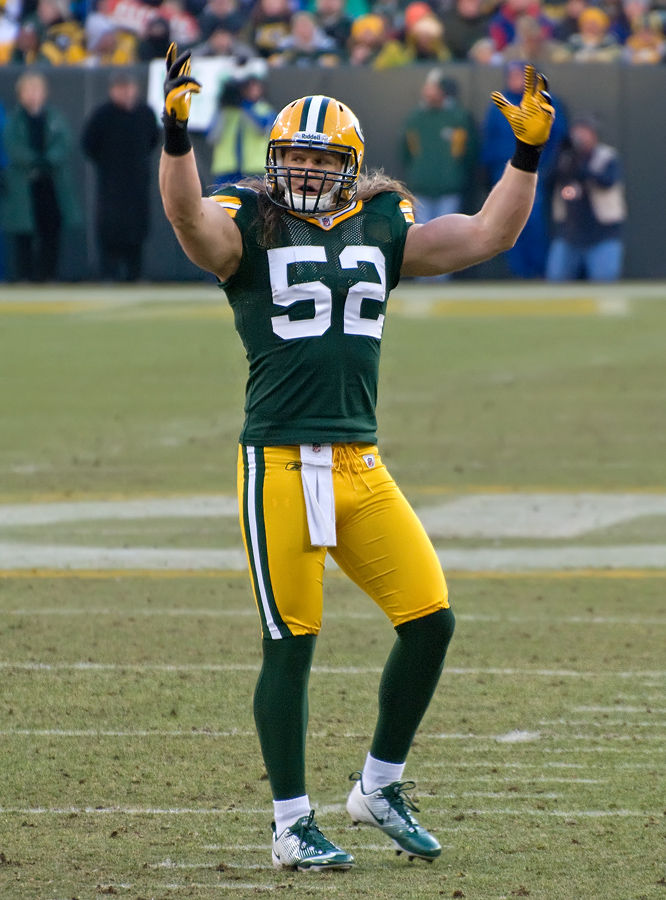
Clay Matthews contro i Giants nel 2012.

Dopo la gara coi Rams, Matthews perse per infortunio tutta la parte centrale della stagione, facendo ritorno solo nella settimana 15 in cui mise a segno 2 sack su Jay Cutler, il suo bersaglio più colpito con 8 sack in altrettante partite, e grazie alla vittoria i Packers si assicurarono il secondo titolo di division consecutivo. Nella nettissima vittoria contro i Tennessee Titans (55-7) della domenica successiva, Matthews mise a referto un altro sack su Jake Locker. Tre giorni dopo fu convocato per il suo quarto Pro Bowl, l'unico giocatore della storia dei Packers ad essere sempre convocato nei primi quattro anni di carriera.
Malgrado un altro sack di Matthews nell'ultimo turno di campionato, i Packers furono sconfitti dai Minnesota Vikings, concludendo col terzo record della NFC e venendo costretti a giocare il turno delle wild card. La sua stagione regolare si concluse con 13 sack (quinto nella lega) in 12 gare disputate, 43 tackle, 2 passaggi deviati e un fumble forzato. Il 12 gennaio 2013 fu inserito nel Second-team All-Pro.
Nel primo turno di playoff i Packers ritrovarono i Vikings ma questa volta vinsero agevolmente grazie anche a 2 sack, un fumble forzato e uno recuperato di Matthews. La stagione di Green Bay si chiuse per il secondo anno consecutivo nel divisional round dei playoff contro i 49ers, gara in cui Clay mise a segno un sack su Colin Kaepernick. A fine anno fu posizionato al numero 31 nella classifica dei migliori cento giocatori della stagione.

#### 2013
Il 17 marzo, Matthews e i Green Bay Packers annunciarono un prolungamento contrattuale quinquennale del valore di 13 milioni annuali, rendendolo il linebacker più pagato della lega. Per il secondo anno consecutivo i Packers persero al debutto contro i 49ers, con Matthews che mise a segno 7 tackle e un sack, ma fu anche coinvolto in un episodio controverso quando si avventò sul quarterback avversario Colin Kaepernick quando questi era già ampiamente oltre la linea laterale. Per quell'azione, Matthews fu multato di 15.000 dollari dalla lega. Nella settimana 3 mise a segno un sack contro i Cincinnati Bengals ma uscì anzitempo dalla gara per infortunio. Dopo la settimana di pausa tornò in campo nel quinto turno, facendo registrare un sack nella vittoria sui Lions ma fratturandosi anche un pollice, infortunio che lo costrinse a perdere quattro partite. Tornò in campo nella settimana 10 contro gli Eagles e tornò a mettere a segno un sack la domenica seguente contro i Giants. Altri due li fece registrare nella settimana 12 contro i Vikings, con le due squadre che pareggiarono la seconda di 107 sfide tra le due franchigie. Nella settimana 16, con un sack contro gli Steelers, Matthews giunse a quota 50 in carriera. A fine anno fu votato al 77º posto nella NFL Top 100 dai suoi colleghi.

#### 2014
Il primo sack del 2014, Matthews lo mise a segno nella settimana 2 su Geno Smith dei New York Jets. Due settimane dopo fece registrare il primo intercetto dal 2011, ritornandolo per 50 yard nella vittoria al Soldier Field di Chicago. Nella settimana 10, ancora contro i Bears, fu spostato dal ruolo di outside linebacker a quello di inside linebacker, rispondendo con un primato stagionale di 11 tackle, oltre a un sack su Jay Cutler, uno dei suoi bersagli preferiti. Nel Monday Night del quattordicesimo turno mise a segno un sack superando il blocco del proprio cugino, l'offensive tackle rookie dei Falcons Jake Matthews, coi Packers che ottennero la quinta vittoria consecutiva. Due turni dopo fu premiato come miglior difensore della NFC della settimana dopo avere fatto registrare 6 tackle, 2,5 sack e un passaggio deviato nella vittoria contro i Buccaneers. A fine anno fu convocato per il quinto Pro Bowl in carriera, inserito nel Second-team All-Pro e al 51º posto nella NFL Top 100, dopo avere guidato la sua squadra con 11 sack. I Packers batterono nel secondo turno di playoff i Cowboys ma persero la finale della NFC in casa dei Seahawks.

#### 2015

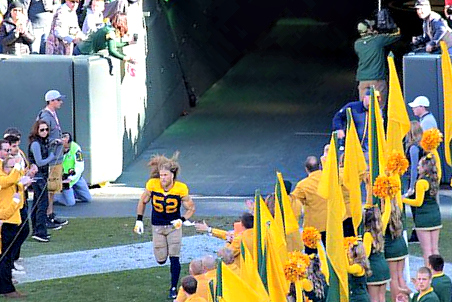
L'entrata di Matthews al Lambeau Field nell'ottobre 2015

Nella prima gara della stagione, Matthews intercettò Cutler in casa dei Bears. Due settimane dopo fece registrare i primi due sack nel Monday Night vinto sui Chiefs. A fine stagione fu convocato per il sesto Pro Bowl in carriera dopo un primato personale di 66 tackle, oltre a 6,5 sack. Nei playoff, Matthews mise a segno 1,5 sack su Kirk Cousins e forzò un fumble nella gara del primo turno vinta in casa dei Redskins.

#### 2016
Nella stagione regolare 2016, Matthews fu rallentato dagli infortuni, terminando con un minimo in carriera di 5 sack. Si rifece però nel primo turno di playoff vinto contro i Giants per 38-13 in cui mise a segno un sack su Eli Manning e forzò un fumble. I Packers nel turno successivo eliminarono i Cowboys numeri uno del tabellone della NFC ma furono sconfitti la settimana seguente da Atlanta nella finale di conference.

#### 2017
Il 28 settembre 2017, nel corso del quarto turno contro i Chicago Bears, Matthews divenne il leader di tutti i tempi dei Packers per sack in carriera quando ne mise a segno uno su Mike Glennon, salendo a quota 75 e superando Kabeer Gbaja-Biamila.

### Los Angeles Rams
Il 19 marzo 2019, Matthews firmò un contratto biennale con i Los Angeles Rams. Nelle prime tre giornate con la nuova maglia mise a segno 4 sack, più di quanti ne aveva fatti registrare nell'intera stagione precedente.
Il 19 marzo 2020 Matthews fu svincolato dai Rams.

## Palmarès

### Franchigia
- Super Bowl : 1

Green Bay Packers: Super Bowl XLV
- National Football Conference Championship: 1

Green Bay Packers: 2010

### Individuale
- Convocazioni al Pro Bowl: 6

2009, 2010, 2011, 2012, 2014, 2015
- First-team All-Pro: 1

2010
- Second-team All-Pro: 2

2012, 2014
- Difensore dell'anno della NFL secondo The Sporting News - 2010

- Rookie della settimana: 2

6ª e la 10ª del 2009
- Difensore della settimana della NFC: 2

13ª del 2009, 16ª del 2014
- PFWA All-Rookie Team - 2009
- NFL Butkus Award - 2010